# Witold Śmiech

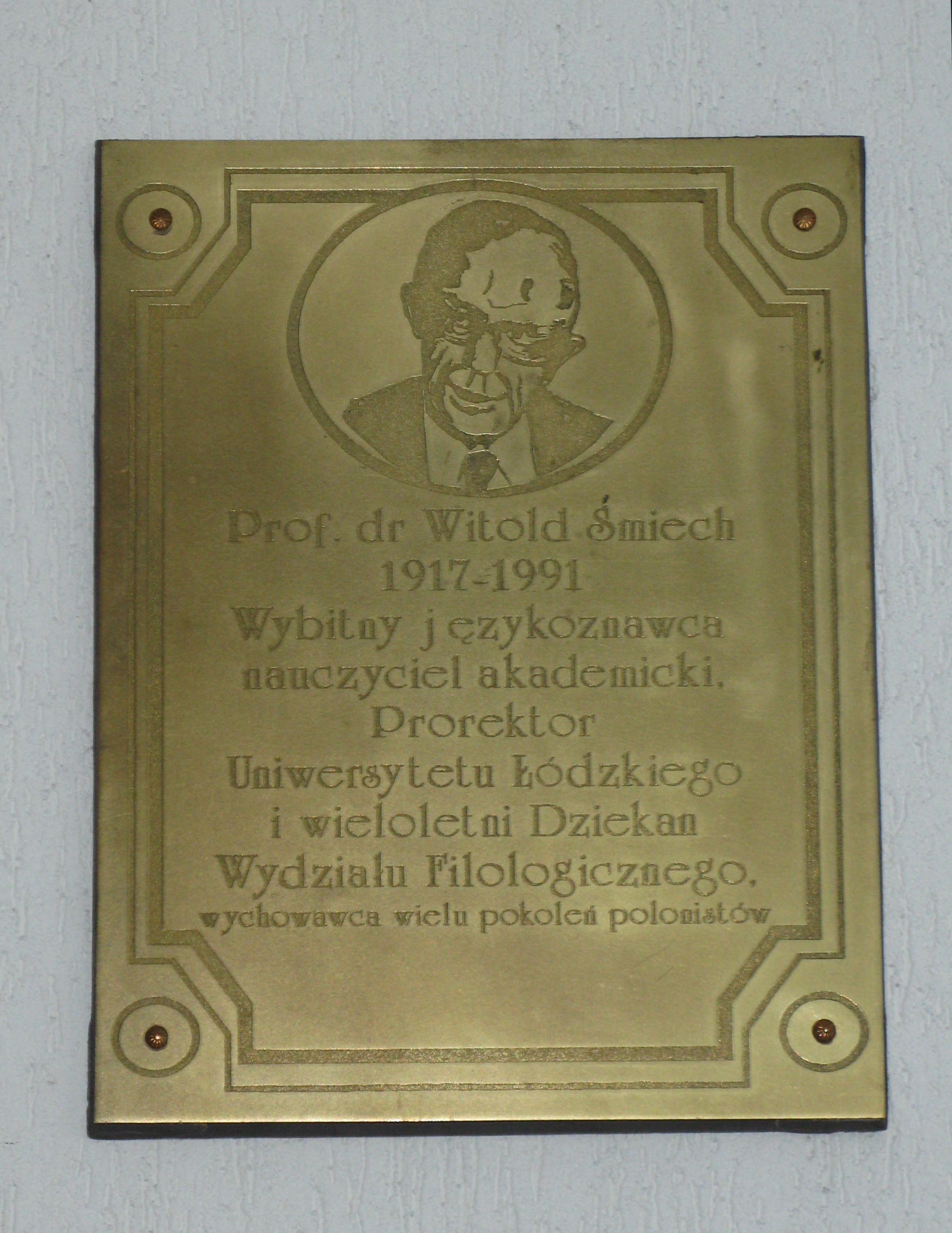
Tablica upamiętniająca postać prof. Witolda Śmiecha, długoletniego dziekana Wydziału Filologicznego UŁ

Witold Kazimierz Śmiech (ur. 4 marca 1917 w Jutrzkowicach,  zm. 4 marca 1991 w Łodzi) – polonista i językoznawca.

## Życiorys
Witold Śmiech wraz z rodziną przeprowadził się do Łodzi w 1928, gdzie ukończył naukę w szkole powszechnej, a następnie w Miejskim Seminarium Nauczycielskim im. Ewarysta Estkowskiego w Łodzi (1932–1936). W 1938 rozpoczął studia polonistyczne w oddziale łódzkim Wolnej Wszechnicy Polskiej, które zakończył w wyniku wybuchu I wojny światowej. Podczas okupacji władze niemieckie wysłały go na roboty przymusowe w kopalni węgla brunatnego „Concordia” w Nachterstedt w Saksonii (06.1940–03.1941), został jednak zwolniony z robót z powodu złego stanu zdrowia, po czym zamieszkał w Łodzi, gdzie był buchalterem w fabrykach konfekcyjnych „Mezger” (03.1942–01.1945) i „Reduta” (01.1945–05.1945), a następnie fabryce włókienniczej „Kepler” (06.1945–03.1946), Centrali Handlowej Przemysłu Chemicznego (05.1945–12.1948) oraz w Biurze Sprzedaży Wyrobów Gumowych (03.1946–12.1949). Po utworzeniu Uniwersytetu Łódzkiego podął na nim studia polonistyczne. W 1948 uzyskał stopień magistra, broniąc pracę: „Rozwój grup spółgłoskowych *sŕ, *zŕ *žŕ” pod kierunkiem dra Zdzisława Stiebera. Po czym przebywał na stażu naukowym w Czechosłowacji.
Studiując jednocześnie pracował jako młodszy asystent w Zakładzie Języka Polskiego UŁ, we wrześniu 1949 zostając starszym asystentem, w grudniu 1953 adiunktem, a w 1956 zastępcą profesora. W 1955 uzyskał tytuł kandydata nauk (odpowiednik tytułu doktora), w czerwcu 1957  docenta, w lipcu zaś docenta etatowego. W marcu 1969 uzyskał tytuł naukowy profesora nadzwyczajnego nauk humanistycznych, a w listopadzie 1974 tytuł naukowy profesora zwyczajnego nauk humanistycznych. 
Na Wydziale Filologicznym UŁ był prodziekanem (1960–1969) i dziekanem (1969–1972). Był także prorektorem UŁ ds. dydaktyczno-wychowawczych (1972–1975). Na UŁ pracował także jako kierownik Katedry Współczesnego Języka Polskiego (1973–1987), dyrektor Instytutu Filologii Polskiej (1973–1981) i kierownika Zakładu Współczesnego Języka Polskiego (1978–1981), a także kurator Instytutu Filologii Germańskiej (1979–1981). 
Witold Śmiech był członkiem przewodniczącym Komisji Językoznawstwa i członka Rady Oddziału PAN w Łodzi, członkiem Polskiego Towarzystwa Językoznawczego i Towarzystwa Miłośników Języka Polskiego, członkiem Łódzkiego Towarzystwa Naukowego, a w latach 1982–1991 również jego prezesem. Ponadto należał do  Związku Zawodowego Pracowników Handlowych i Biurowych, ZNP, a w latach 1955–1956 był przewodniczącym Rady Zakładowej na UŁ. W 1956 został członkiem Polskiej Zjednoczonej Partii Robotniczej, w której przez 2 kadencje był członkiem Egzekutywy Komitetu Uczelnianego na UŁ. Był również  redaktorem „Słownika nazw terenowych Polski” i „Acta Universitatis Lodziensis. Folia Linguistica”.
Został pochowany na cmentarzu św. Franciszka przy ul. Rzgowskiej w Łodzi. 

## Odznaczenia
- Krzyż Kawalerski Orderu Odrodzenia Polski (1966),
- Krzyż Oficerski Orderu Odrodzenia Polski (1974),
- Medal 10-lecia Polski Ludowej (1955),
- Medal 40 lat Pokoju i Pracy (1985),
- Medal Komisji Edukacji Narodowej (1985),
- Medal „UŁ w Służbie Społeczeństwa i Nauce” (1975),
- Odznaka tytułu honorowego „Zasłużony Nauczyciel Polskiej Rzeczypospolitej Ludowej” (1977)
- Honorowa Odznaka miasta Łodzi (1965),
- Odznaka Honorowa Województwa Łódzkiego,
- Odznaka 1000-lecia Państwa Polskiego (1966),
- Złota Odznaka UŁ (1970),
- Złota Odznaka ZNP,
- Złoty Krzyż Zasługi (28.09.1959)[2].

## Nagrody
- Nagroda resortowa III stopnia za osiągnięcia dydaktyczno-wychowawcze (1965),
- Nagroda resortowa II stopnia za osiągnięcia w dziedzinie badań naukowych (2-krotnie: 1968, 1972),
- Nagroda miasta Łodzi (2-krotnie: 1974 i 1990)[2].

## Publikacje
W badaniach naukowych Śmiech skupiał się na fonetyce historycznej i morfologii i historii języka polskiego, a także toponomastyce. Opublikował około 40 prac z zakresu językoznawstwa polonistycznego:
- „Derywacja prefiskalna czasowników polskich” (Łódź 1986);
- „Funkcje aspektów czasownikowych we współczesnym języku ogólnopolskim” (Łódź 1971);
- „Historia nazw miejscowych z przyrostkiem *-ov na terenie dawnego powiatu sieradzkiego” (1956);
- „O niektórych wskaźnikach intensywności akcji w języku polskim” (1987);
- „O zaprzeczonych i nie zaprzeczonych formach rozkaźnika w języku polskim” (1987);
- „Przymiotnikowe nazwy terenowe Polski” (Łódź 1996);
- „Rozwój historyczny polskich grup spółgłoskowych *sŕ, *zŕ *žŕ” (Łódź 1953);
- „Stosunek nazw terenowych do wyrazów pospolitych” (Wrocław 1983)[2].